# Solanells
Solanells és una masia d'Espinelves (Osona) inclosa a l'Inventari del Patrimoni Arquitectònic de Catalunya.

## Descripció
Edifici civil. Masia de planta rectangular (14 x 22 m), coberta a dues vessants i amb el carener perpendicular a la façana, situada a llevant. Consta de planta baixa i un pis. Es troba assentada damunt un desnivell i el vessant de la part dreta és més prolongada. A la planta baixa hi ha quatre portals rectangulars (un de tapiat) amb llindes de roure i dus finestres. Al primer pis hi ha dos finestres més. Al sud hi ha petites obertures a la plata baixa i quatre al pis, una amb ampit de pedra. A ponent les obertures estan distribuïdes de manera asimètrica amb tres portals i dues finestres amb reixa a diferent alçada a la planta i dues finestres de pedra amb carteles al primer pis. El voladís és regular i no gaire ampli a totes les façanes. Al nord presenta un portal rectangular amb llinda de roure i una finestra. L'estat de conservació és bo.

## Història
Masia situada a uns 900 m d'altitud, al marge dret del torrent del Grèvol.
No tenim cap dada constructiva que ens permeti situar-la històricament, per bé que en els fogatges de 1553 del terme hi consta un tal "Jaume Solanes", però no podem determinar que ell fos un dels avantpassats que habités el mas, encara que no hi ha cap altra casa dins el terme que actualment respongui a aquest topònim. Podem aventurar-nos però, a dir que potser va ser construïda en època d'expansió del terme, entre els segles XVII i XVIII. Actualment s'està habilitant com a casa de colònies, desmereixent l'estructura primitiva.